# Сакамото Фуса
Сакамото Фуса (さかもとふさ) — художник трафаретного друку (катаедзоме), ілюстратор, редактор, голова об'єднання художників Kataezome Art.
Народилася в Токіо. Працювала редактором дитячих книжок у видавництві. Зараз приватно займається творчістю.
Починаючи з 1982-го, кожен рік проводить виставки своїх творів, темою більшості з яких є іноземні пейзажі. За цей час вже представлені пейзажі більш ніж 30 країн. Багато працює над палітурками, ілюстраціями та розробками книжок; редакторські роботи.
2003 рік — виставки у Відні та на фестивалі японської культури у Словаччині.
2004 рік — виставки в Японії: галереї «Такащімая» (м. Токіо, Ніхонбащі) та «Марудзен» (м. Фукуока).
2005 рік — виставка у Відні в рамках Року культурного обміну між жителями Японії та країн Європейського Союзу.
2006 рік — виставки в Японії: галереї «Мацуя» (м. Токіо, Кіндза) та «Марудзен» (м. Фукуока).
2006 рік — виставка в Києві в рамках Місяця Японії в Україні: в галереї Музею мистецтв ім. Б. та В.Ханенків. Виставка називалася «Японські форми та кольори».
2007 рік — планується виставка у Відні.
В Україну художник приїжджає вже втретє. Перший приїзд до Києва відбувся ще за часів СРСР, другий — в травні 2006 року.